# Колочь
Колочь (иногда также Колоча) — река в Можайском районе Московской области России, правый приток Москвы-реки.
На реке деревни: Власово, Бараново, Суконниково, станция Колочь. Протекает по историческому Бородинскому полю мимо села Бородино на левом берегу, деревень Горки на правом берегу и Новое Село на правом.
Колочь берёт начало у деревни Прокофьево, в 5 км к юго-западу от станции Уваровка Белорусской железной дороги. Устье у деревни Старое Село на южном берегу Можайского водохранилища. Для предотвращения затопления Бородинского поля водами водохранилища была построена земляная плотина с бетонным водосбросом и насосной станцией, перекачивающей воду реки в водохранилище.

## Гидрология

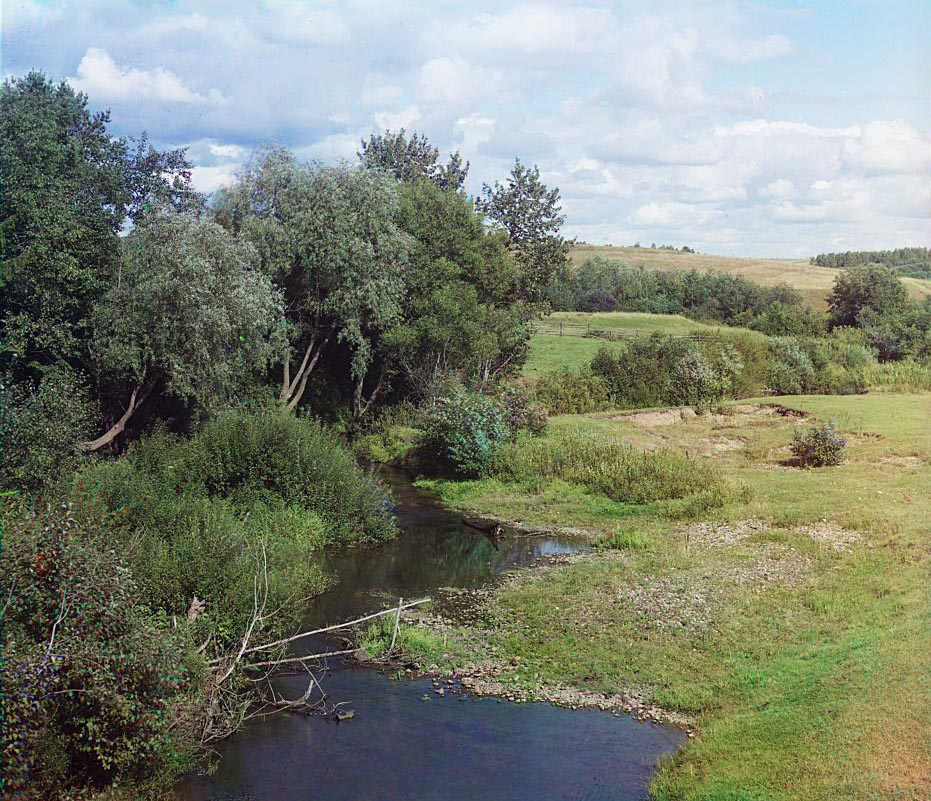
Река Колочь с моста при въезде в с. Бородино, куда впадает пологость редута Раевского. Бородино, 1911 год, С. М. Прокудин-Горский.

Длина — 36 км, площадь водосбора — 279 км². Равнинного типа. Ниже села Бородино река проходима и в межень. Питание преимущественно снеговое. Колочь замерзает в ноябре — начале декабря, вскрывается в конце марта — апреле.

## Притоки
(расстояние от устья)
- 10,3 км: ручей Станица (Стонец) (пр)
- 10,8 км: река Воинка (лв)
- 18,0 км: река Еленка (пр)[3][4]

## История

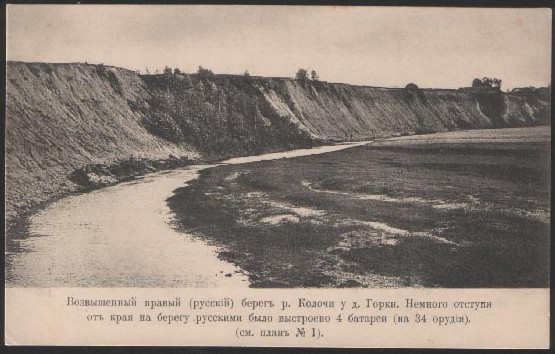
Река Колочь у деревни Горки на открытке начала XX века.

Перед Бородинским сражением Отечественной войны 1812 года Фёдор Николаевич Глинка описывает выбранный для боевых действий плацдарм следующим образом: «Наша боевая линия стала на правом берегу Колочи, — лицом к Колоцкому монастырю, к стороне Смоленска; правым крылом к Москве-реке, которая в виде ленты извивается у подножия высот Бородинских… В Колочу впадают: речка Войня, ручьи — Стонец, Огник и другие безыменные. Все эти реки и ручьи имеют берега довольно высокие, и если прибавить к тому много рытвин, оврагов, по большей части лесистых, и разных весенних обрывов, промоин, то понятно будет, отчего позиция бородинская на подробном плане её кажется бугристою, разрезанною, изрытою. Леса обложили края, частые кустарники и перелески шершавятся по всему лицевому протяжению, и две больших (старая и новая Московские) дороги перерезают позицию, как два обруча, по направлению от Смоленска к Москве… В средине нашей боевой линии заметны и важны два пункта: Горки и деревня Семеновская. Между ними тянется отлогая высота с легким скатом к речке Колоче… Следуя глазами за протяжением главной линии к левой стороне, вы упираетесь на левом фланге в болото, покрытое частым лесом. Тут расположена деревня Утица. Через неё, от села Ельни, идет на Можайск старая Смоленская дорога, уже давно оставленная».

## Достопримечательности
Памятники Бородинского сражения и государственный Бородинский военно-исторический музей-заповедник, Колоцкий монастырь XV века.

## Колочь в литературе и искусстве

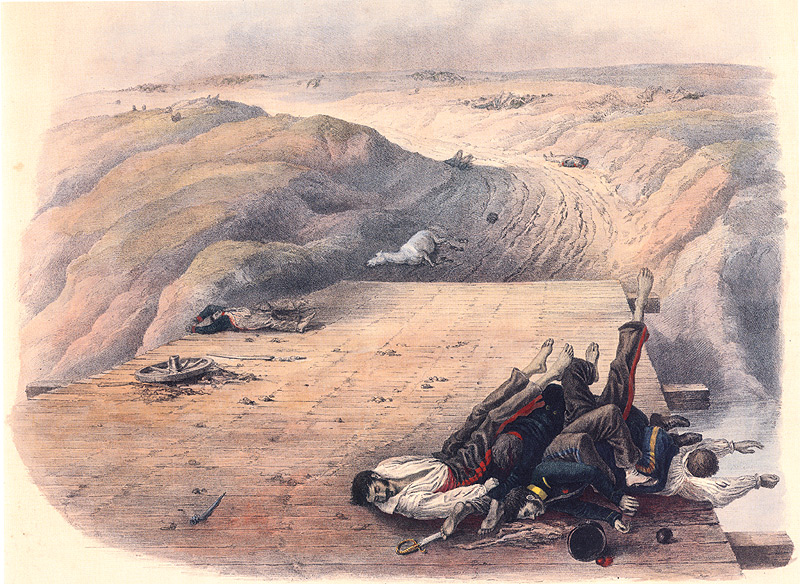
Христиан-Вильгельм фон Фабер-дю-Фор — Мёртвые солдаты Великой армии на мосту через реку Колочь.

Река упоминается в художественных произведениях в связи с её местонахождением на Бородинском поле. Мост через р. Колочь после Бородинского сражения изображён на картине художника-баталиста Х. В. Фабера дю Фор (1830-е годы).

## Галерея

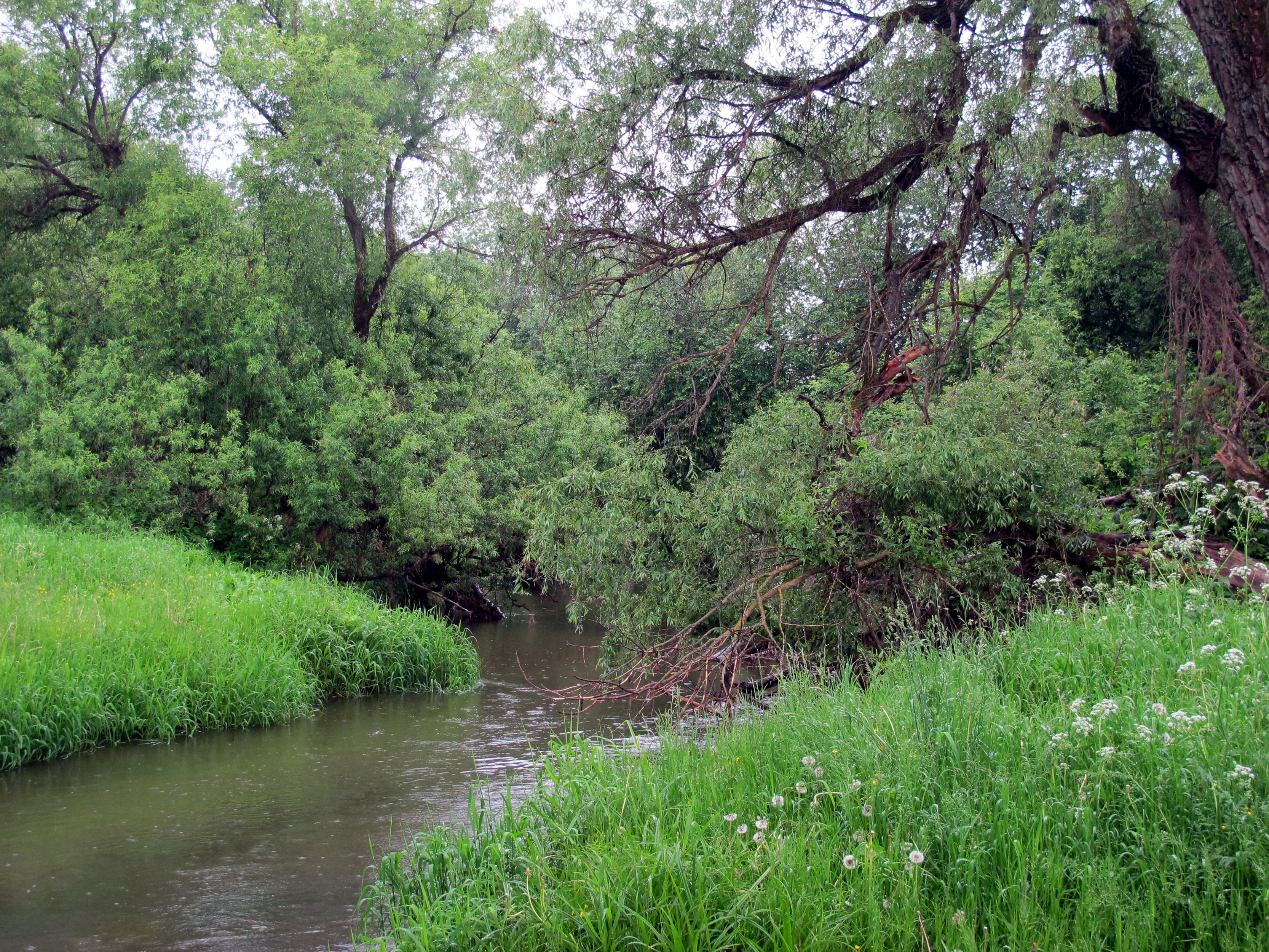
Река Колочь в районе моста у деревни Бородино (на запад), 2012-06-10.
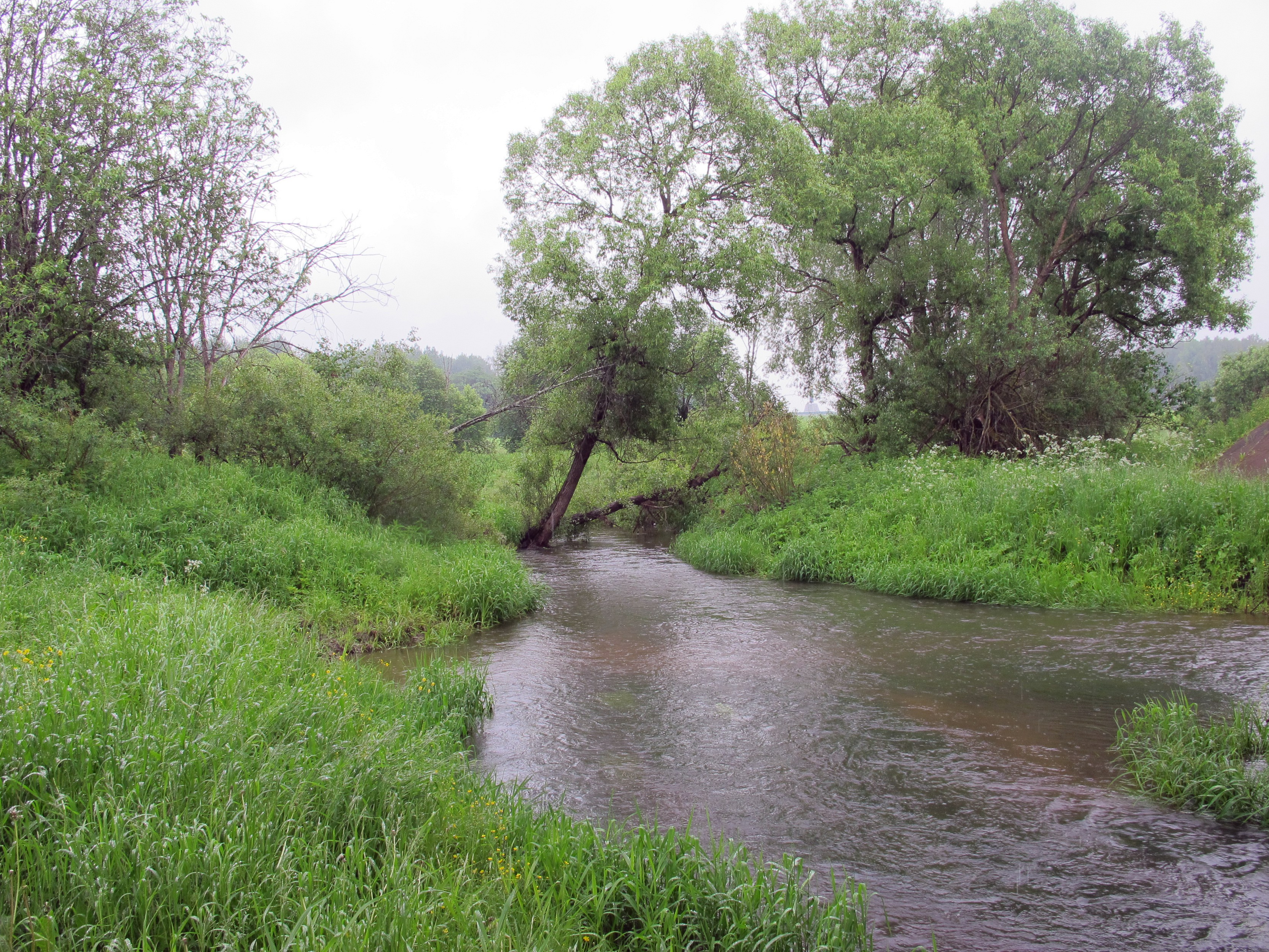
Река Колочь в районе моста у деревни Бородино (на восток), 2012-06-10.